# Anthony Germain
Pour les articles homonymes, voir Germain.
	Anthony Germain est un journaliste et homme politique canadien de Terre-Neuve-et-Labrador.

## Biographie
Germain est journaliste sportif pour la CBC pendant 32 ans, dont en tant que correspondant pour CBC News en Chine et correspondant pour l'émission The House (en) sur CBC Radio One. Après avoir été relocalisé dans la ville natale de sa conjointe à Saint-Jean de Terre-Neuve en 2011, il anime l'émission The St. John's Morning Show sur les ondes de CBN (AM) (en) jusqu'en 2017. Ensuite, il coanime l'émission télévisée Here & Now sur le réseau CBNT-DT (en) et retourne vers la radio en 2022 pour animer l'émission On the Go jusqu'à sa retraite en janvier 2024. Par la suite, Germain enseigne le journalisme au College of the North Atlantic,,,,,.
Lors des élections fédérales canadiennes de 2025, il est d'abord déclaré élu comme député fédéral libéral de la circonscription terre-neuvienne de Terra Nova—Les Péninsules, mais un dépouillement judiciaire renverse le scrutin et donne la victoire au candidat conservateur Jonathan Rowe par 12 voix.